# Dōjin Work
Dojin Work (ドージンワーク?, Dōjin Wāku) è un manga yonkoma scritto e disegnato da Hiroyuki. La serie fu serializzata sulla rivista Manga Time Kirara Carat, edita dalla casa editrice Hōbunsha. Nel 2007 fu trasmesso un adattamento a serie televisiva anime, prodotto dallo studio Remic.
La serie è incentrata sul tema della creazione, distribuzione e fruizione dei manga amatoriali conosciuti come dōjinshi. La protagonista della serie, infatti, venuta a contatto con le dojin al Comiket di Tokyo, decide di debuttare come mangaka dilettante, dando inizio ad una lunga serie di siparietti comici.

## Trama
Najimi è la compagna di studi di Tsuyuri. Un giorno, indagando riguardo alle passioni dell'amica, scopre che quest'ultima è un'artista manga amatoriale di opere ecchi ed hentai. Inizialmente disgustata, Najimi finisce per aiutare l'amica nelle vendite e scopre così il mercato delle dōjinshi. Attratta in un primo momento dalla grandi possibilità di guadagno, la ragazza finisce per appassionarsi al mondo del fumetto underground, finendo per incontrare vecchie conoscenze - come l'amico d'infanzia Justice, mangaka di dojin ormai affermato - e farne di nuove, come Jun'ichirō - innamoratosi di Naajimi ed incapace di confessarle il proprio amore - o l'amica e rivale Kaneru.

## Personaggi
Najimi Osana (長菜なじみ?, Osana Najimi)
Doppiata da: Masumi Asano
Najimi è una giovane studentessa universitaria che, perso il lavoro part-time come commessa, decide di iniziare a dedicarsi professionalmente ai manga amatoriali. Sua ispiratrice è l'amica Tsuyuri che la porta a produrre manga dai forti contenuti erotici e pornografici. Sebbene ripeta più volte di disegnare solo per il guadagno delle vendite, Najimi impara ben presto ad amare la vita della mangaka dilettante, nonostante non riesca mai del tutto a superare il forte imbarazzo che l'assale quando nota qualche suo fan leggere i suoi manga dai contenuti maturi. Il nome Najimi è un riferimento alla parola osananajimi (幼馴染?), che significa "amica d'infanzia".
Tsuyuri (露理?)
Doppiata da: Momoko Saitō
Tsuyuri è una compagna di corso di Najimi e sua amica. Riservata e spesso taciturna, Tsuyuri nel tempo libero disegna dojinshi - spesso con esplicite scene di violenza sessuale - col nome di Bloomer Girl (ブルマ子?, Burumako). È l'unico membro del circolo "Panty Revolution".
Justice (ジャスティス?, Jasutisu)
Doppiato da: Hiroki Yasumoto
Justice è un famoso e riconosciuto artista di dojinshi. Ad eventi quali il comicon è solito vendere oltre le migliaia di copie, senza tuttavia guadagnare molto a causa degli elevati costi di produzione. Sebbene gli abbiano più volte offerto di entrare nell'industria del maga seriale, si è rifiutato, deciso a lavorare coi propri ritmi e la propria libertà in ambito creativo. È un amico di infanzia di Najimi, alla quale è legato da un sentimento tra il paternalistico e il romantico, alla quale impartisce lezioni di manga per aiutarla a coronare il suo sogno; Si accompagna alla piccola Sora, con cui ha intrecciaot un'ambigua relazione di cui non è chiarita la natura.
Sōra Kitano (北野ソーラ?, Kitano Sōra)
Doppiata da: Kimiko Koyama
Sora è la candida bambina - spesso in abiti da lolita - che si accompagna a Justice. La sua relazione con quest'ultimo è molto ambigua e più volte i due si dichiarano amore reciproco, sebbene Justice spesso si comporti nei suoi confronti più come una figura paterna.
Jun'ichirō Hoshi (星純一郎?, Hoshi Jun'ichirō)
Doppiato da: Kazutoshi Hatano
Jun'ichirō è un ragazzo qualunque appassionato di manga dojinshi e giochi eroge. Incontra per la prima volta Najimi al centro commerciale, proprio mentre entrambi stavano acquistando del materiale per adulti. Incontratisi nuovamente al comiket, Jun'ichirō, che è ormai infatuato della ragazza, acquista il primo manga autoprodotto da Najimi che, non accorgendosi dei sentimenti del ragazzo, da allora in poi lo considera semplicemente come il proprio fan numero uno.
Kaneru Nidō (二道かねる?, Nidō Kaneru)
Doppiata da: Ito Sakata
Kaneru è un'office lady sulla ventina con la passione per le dojin. Non particolarmente dotata a livello grafico, finisce per competere con Najimi,  al punto da assumere il ruolo di sua rivale nella vita quotidiana in genere. Sebbene dichiari più volte di nutrire una forte antipatia per la rivale, in circostanze poco stressanti finisce per comportarsi verso di lei come un'inaffidabile sorella maggiore, svelando tutta la sua ingenuità. Essendo avvezza a disegnare e fruire storie d'amore yaoi e shōnen'ai finisce per fraintendere i sentimenti di Jun'ichirō e crederlo amante di Justice.
Ryūichirō Hoshi (星龍一郎?, Hoshi Ryūichirō)
Doppiato da: Daisuke Kishio
Ryūichiro è il fratello maggiore di Jun'ichirō ed editor presso una casa editrice di manga. Sbadato e facilmente stressabile, vive con grande nervosismo il proprio lavoro

### Personaggi del volume spin-off
Shizu (清水?)
Protagonista del volume, Shizu è una compagna di classe di Sora che aveva già dimostrato - nei volumi precedenti - curiosità per i manga erotici. Due anni dopo, spinta da Tsuyuri, sua manager e maestra, è divenuta famosa come disegnatrice di hentai sotto il nome "The Syren". Con suo grande imbarazzo, è costretta dalla sua sostenitrice a vendere i volumi dojinshi in abiti cosplay e a presentarsi al pubblico come circolo "Panty Revolution Jr.".
Nao  (七尾 ?)
Amica di Sora e Shizu, finisce col scoprire la doppia identità dell'amica e la sua passione per gli hentai. Sebbene disgustata dal genere pornografico, ben tollera la passione dell'amica, al punto di aiutarla a nascondere l'imbarazzante attività ai genitori di Shizu.
Sora (清水?)
Ammirata dalle amiche per la sua abilità nel disegno e la sua intraprendenza nel mondo del fumetto indipendente, Sora disapprova la produzione di manga erotici dell'amica, ma infine, ormai incuriosita, decide di collaborare con le due amiche per presentare al comiket uno speciale R18.

## Media

### Manga
La serie manga yonkoma Dōjin Work, scritta e illustrata da Hiroyuki, fu prima serializzata sulla rivista giapponese per manga seinen Manga Time Kirara Carat, edita da Hōbunsha, dal 28 novembre 2004. La serie fece anche alcune apparizioni cameo anche in un'altra rivista dello stesso editore, Manga Time Kirara. A partire dal numero di aprile del 2006 di Manga Time Kirara Forward, il manga fu serializzato in contemporanea su Forward e sulla rivista dove iniziò la pubblicazione, Carat. L'autore della serie, tramite un post del suo blog pubblicato il 10 gennaio 2008, annunciò che la serializzazione si sarebbe conclusa sul numero di marzo 2008 della rivista Manga Time Kirara, pubblicato il 9 febbraio di quell'anno. I capitoli della serie furono raccolti in sei volumi, il primo dei quali fu pubblicato in Giappone il 26 dicembre 2005, mentre l'ultimo il 27 ottobre 2008.
Della serie solo i primi cinque volumi comprendono la trama principale. L'arco narrativo che comprende le avventure di Najimi lascia, infatti spazio nel sesto volume alla storia di Shizu, amica di Sora prima mera comparsa. Lo stesso autore definisce l'ultimo volume uno spin-off.

#### Volumi
| Nº | Giapponese 「Kanji」 - Rōmaji       | Data di prima pubblicazione            | Data di prima pubblicazione |
| Nº | Giapponese 「Kanji」 - Rōmaji       | Giapponese                             |                             |
| 1  | 「ドージンワーク」 - Dōjin Wāku     | 26 dicembre 2005 ISBN 4-8322-7556-9    |                             |
| 2  | 「ドージンワーク 2」 - Dōjin Wāku 2 | 27 luglio 2006 ISBN 4-8322-7585-2      |                             |
| 3  | 「ドージンワーク 3」 - Dōjin Wāku 3 | 27 marzo 2007 ISBN 978-4-8322-7619-2   |                             |
| 4  | 「ドージンワーク 4」 - Dōjin Wāku 4 | 27 luglio 2007 ISBN 978-4-8322-7640-6  |                             |
| 5  | 「ドージンワーク 5」 - Dōjin Wāku 5 | 27 marzo 2008 ISBN 978-4-8322-7686-4   |                             |
| 6  | 「ドージンワーク 6」 - Dōjin Wāku 6 | 27 ottobre 2008 ISBN 978-4-8322-7741-0 |                             |

### Anime
Una serie televisiva anime di 12 episodi basata sul manga yonkoma Dōjin Work e diretta dal regista Kenichi Yatani fu prodotta dallo studio d'animazione Remic e andò in onda su Chiba TV e altre reti tra il 4 luglio e il 19 settembre 2007. Ogni episodio ha una durata complessiva di quattordici minuti, sigle incluse, e alla fine andava in onda un cortometraggio live action di dieci minuti circa in cui le doppiatrici di Najimi e Tsumuri, ovvero Kimiko Koyama e Momoko Saito, provavano a creare i loro dōjinshi. La serie fu pubblicata per il mercato home video giapponese in 6 DVD contenenti 3 episodi anime e 3 corti live-action ciascuno da Media Factory. Il primo DVD uscì il 21 settembre 2007 in edizione regolare e limitata. Le sigle di apertura e chiusura, rispettivamente I~jan! Yūjō (い～じゃん!友情? lett. Va bene! Amici) di MAKI e Yumemiru otome (夢みる乙女? lett. Ragazze che sognano) di Mai Mizuhashi, furono pubblicate in un singolo il 25 luglio 2007 da Media Factory. La colonna sonora dell'anime fu pubblicata il 21 settembre 2007 sempre da Media Factory.
I diritti per la pubblicazione di un'edizione doppiata in lingua inglese nel Nord America furono acquistati da Media Blasters, che ha pubblicato il primo DVD il 27 gennaio 2009.

#### Episodi
| Nº | Titolo italiano (tradotto) Giapponese 「Kanji」 - Rōmaji                                                     | In onda           | In onda |
| Nº | Titolo italiano (tradotto) Giapponese 「Kanji」 - Rōmaji                                                     | Giapponese        |         |
| 1  | La mia prima XXX 「はじめてのXXX」 - Hajimete no XXX                                                         | 3 luglio 2007     |         |
| 2  | La ragazzina nuda 「はだかのお嬢様」 - Hadaka no ojōsama                                                     | 10 luglio 2007    |         |
| 3  | Io...sono al limite della legalità? 「私…うれごろ？」 - Watashi... uregoro?                                  | 17 luglio 2010    |         |
| 4  | Padrone, basta per favore! 「おやめください、ご主人様」 - Oyamekudasai, goshujinsama                         | 24 luglio 2007    |         |
| 5  | Facciamolo in due 「ふたりでしましょ ♥」 - Futari de shimasho                                                | 31 luglio 2007    |         |
| 6  | Faccio prima la doccia 「先に浴びちゃうね ♥」 - Sakini abi chau ne                                           | 7 agosto 2007     |         |
| 7  | La fragranza del BaLa, semplicemente magnifica 「素晴らしき哉、BaLaの香り」 - Subarashikikana, BaLa no kaori | 14 agosto 2007    |         |
| 8  | Mi si vede tutto! 「全部見えちゃってる！」 - Zenbu miechatteru!                                              | 21 agosto 2007    |         |
| 9  | A seno scoperto! Comic festival 「ポロリもあるよ！同人大会」 - Porori mo aru yo! Dōjin Taikai                | 28 agosto 2007    |         |
| 10 | Come ci siamo ridotti 「こんなになっちゃった」 - Konnani natchatta                                           | 4 settembre 2007  |         |
| 11 | Najimi vola via 「なじみ とんじゃう」 - Najimi tonjau                                                        | 11 settembre 2007 |         |
| 12 | Voglio continuare! Voglio farlo ancora! 「まだまだやりたい、もっとしたい」 - Madamada yaritai, motto shitai  | 18 settembre 2007 |         |